# Hossein Amini
Hossein Amini (persisch حسین امینی anhörenⓘ; * 6. April 1966 im Iran) ist ein iranischer Drehbuchautor und Filmregisseur.

## Leben
Anfang der 1990er Jahre ging der Iraner Hossein Amini nach Großbritannien, wo er mit seinem Debüt als Drehbuchautor für den Fernsehfilm The Dying of the Light, einem Drama über den englischen ermordeten Missionar und Entwicklungshelfer Sean Devereux, für den BAFTA TV Award nominiert wurde. Mit seinen beiden Drehbüchern für seine ersten beiden Kinofilme Herzen in Aufruhr und Wings of the Dove – Die Flügel der Taube wurde er jeweils für den Satellite Award nominiert und konnte für Letzteren auch eine Oscarnominierung für das Beste adaptierte Drehbuch erhalten.
Mit dem 2014 veröffentlichten Film Die zwei Gesichter des Januars inszenierte Amini seinen ersten Spielfilm. Zudem verfasste er, basierend auf der gleichnamigen literarischen Vorlage von Patricia Highsmith, auch das Drehbuch. Er gehört zu den Drehbuchautoren der 2022 angelaufenen Serie Obi-Wan Kenobi.

## Filmografie (Auswahl)
- 1992: The Dying of the Light
- 1996: Herzen in Aufruhr (Jude)
- 1997: Wings of the Dove – Die Flügel der Taube (The Wings of the Dove)
- 2002: Die vier Federn (The Four Feathers)
- 2008: Killshot
- 2010: Shanghai
- 2011: Drive
- 2012: Snow White and the Huntsman
- 2013: 47 Ronin
- 2014: Die zwei Gesichter des Januars (The Two Faces of January)
- 2016: Verräter wie wir (Our Kind of Traitor)
- 2017: Schneemann (The Snowman)
- 2022: Obi-Wan Kenobi (Fernsehserie)

## Auszeichnungen (Auswahl)
Oscar
- 1998: Nominierung für das Beste adaptierte Drehbuch von Wings of the Dove – Die Flügel der Taube

Satellite Awards
- 1996: Nominierung für das Beste adaptierte Drehbuch von Herzen in Aufruhr
- 1997: Nominierung für das Beste adaptierte Drehbuch von Wings of the Dove – Die Flügel der Taube